# Guy Bernard (musicien)
Pour l’article homonyme, voir Guy Bernard.
Guy Bernard (né le 19 mai 1907 à Chauny dans l'Aisne et mort le 28 juillet 1979 à Vallauris) est un musicien français, compositeur de nombreuses musiques de film.

## Biographie
Guy Bernard s'intéresse lors de ses études à l'égyptologie, mais la musique devient rapidement sa vocation. Il devient journaliste et critique musical. La guerre éclate à la fin de ses études musicales, et après avoir été fait prisonnier de guerre, il revient à Paris en 1945 où il se consacre au mouvement naissant des ciné-clubs. Il adhère à la SACEM en 1946. Auteur de nombreux articles et de musiques pour la radio, il est également l'auteur de nombreuses bandes originales de films, de la fin des années 1940 jusque dans les années 1950. À partir des années 1960 il réalise surtout des documentaires et des courts métrages.

## Filmographie
- 1947 : Anatole fait du camping
- 1948 : Les Dernières Vacances de Roger Leenhardt
- 1949 : Le Mystère de la chambre jaune
- 1948 : Goémons de Yannick Bellon
- 1950 : Guernica
- 1951 : Pardon My French
- 1951 : Le Sel de la terre
- 1952: Colette de Yannick Bellon
- 1953 : Julietta de Marc Allégret
- 1953 : Les statues meurent aussi
- 1958 : Araya